# El Mundo de los Niños
El Mundo de los Niños fue una revista editada en la ciudad española de Madrid entre 1887 y 1891.

## Descripción
La revista, fundada en 1887 por Julián Palacios Salinero, tuvo como director a Manuel Ossorio y Bernard. Con el subtítulo de «ilustración decenal infantil», estaba dirigida a un público infantil. La revista, que incrementó el número de páginas desde las ocho del inicio hasta las dieciséis más adelante, cesó en su publicación en el año 1891.
Entre sus firmas figuraron las de Olegario V. Andrade, Ismael Enrique Arciniega, Antonio Balbín de Unquera, Ramiro Blanco, Antonio Blázquez, Ángel Bueno, Francisco de P. Caplin, Leoncio Cid y Farpón, Luis Coloma, Juan Coll y Bofill, Luis Cordavias, Federico Degetau y González, Nilo Fabra y Herrero, Antonio Fernández Grilo, Luis Fernández Martínez, Francisco García Cuevas, Alonso García Tejero, Gabriel Gironi y Cabra, José María Gutiérrez de Alba, Enrique Hernández y Miyares, Manuel Huidobro y Hernández, Augusto Jerez Perchet, Enrique Jiménez de Quirós, Ángel Lasso de la Vega y Argüelles, Álvaro López Núñez, Manuel Llorente y Vázquez, José Marín-Baldo y Cachia, Soledad Martín y Ortiz de la Tabla, Rosa Martínez de Eguílaz, Juan Masip, Buenaventura Mayorga y Aguirre, Pedro Molina y Vicente, Luis Montoto y Raustentranch, Eloísa Morales de Ceballos, José Muñoz Escámez, Joaquín Olmedilla y Puig, Ángel, Carlos y María de Atocha Ossorio y Gallardo ―los tres hijos del director, Ossorio y Bernard—, Ana Paulin de Frígola, Enrique Pérez Escrich, Alfonso Pérez G. de Nieva, Félix Pérez Ruiz de Ginebrosa, Severino Pérez y Vázquez, Vicente Poleró y Toledo, Manuel Polo y Peirolón, Enrique Rodríguez Solís, Cayetano Rosell, Gonzalo y José Sánchez de Neira, Antonio Sánchez Pérez, Pedro Jesús Solas, Mariano del Todo y Herrero, Rafael Torromé y Ros, Carolina Valencia de López Núñez, Ricardo Vázquez Illá y Hermenegildo Vila y Barraguet.